# Museo Rosenbach
I Museo Rosenbach sono un gruppo musicale rock progressivo italiano, nato a Bordighera nel 1971. Il nome è mutuato da un editore tedesco, Rosenbach, che letteralmente significa ruscello di rose.

## Storia del gruppo

### Gli anni settanta
Alla fine degli anni sessanta nel sanremese è attivo il gruppo La Quinta Strada, formato da Alberto Moreno (tastiere), Pit Corradi (chitarra solista), Giancarlo Golzi (batteria), Marco Biancheri (voce), e come bassista un toscano detto "Calore" che suona cover di motivi beat e blues anglosassoni. All'inizio del 1971, con l'arrivo di Enzo Merogno (chitarra) e Leonardo Lagorio (fiati) da Il Sistema, e  il cantante Stefano "Lupo" Galifi, il gruppo cambia nome per iniziativa di Moreno in Inaugurazione del Museo Rosenbach. La band inizialmente prosegue con un repertorio basato su cover di grandi complessi progressive anglosassoni e brani originali, suonando come gruppo di supporto nei concerti di affermati artisti liguri, tra i quali Ricchi e Poveri e Delirium. Lagorio abbandona poco dopo per entrare nei Celeste.
Nel 1972 il gruppo viene contattato da Angelo Vaggi della Dischi Ricordi, che stava lanciando numerosi gruppi progressive (fra gli altri, il Banco del Mutuo Soccorso e la Reale Accademia di Musica). Il gruppo, che ha già il materiale per un disco, abbrevia il nome in Museo Rosenbach ed esegue un provino con il solo "Lupo" Galifi alla voce (pubblicato vent'anni dopo dalla Mellow Records). Con la Dischi Ricordi il Museo Rosenbach pubblica Zarathustra nel 1973, un album che viene spesso annoverato fra i migliori lavori del progressive italiano. Il disco è interamente un lavoro di Moreno, e rappresenta un ottimo esempio di rock sinfonico ben suonato e con le tastiere in grande evidenza. I testi a tema secondo i canoni del concept album nascono da una ricerca filologica ancora una volta di Moreno, tradotta in liriche dal paroliere Mauro La Luce. L'album nonostante l'impegno della Ricordi si rivela un insuccesso commerciale, soprattutto a causa dell'erronea valenza politica che gli viene attribuita: la copertina del vinile, concepita dal grafico della casa discografica Caesar Monti su sfondo nero, raffigura un inquietante volto umano grazie a un collage di vari oggetti, tra i quali compare il mezzo busto di Mussolini. L'orientamento del movimento progressive italiano del tempo, con la maggior parte dei gruppi dichiaratamente schierata a sinistra, non favorì certo la promozione del disco. È proprio per tentare di uscire da questa uniformità un po' conformista che si era fatta quella scelta: il gruppo era stato vittima della sua stessa provocazione. Si aggiunga poi che il tema dell'album ruota attorno all'opera Così parlò Zarathustra del filosofo tedesco Friedrich Nietzsche, generalmente frainteso come ispiratore di ideologie totalitarie. A poco valsero le smentite della Ricordi e degli stessi membri del gruppo, superficialmente tacciati di fascismo: il gruppo venne emarginato dai contesti musicali dell'epoca, e censurato persino dalla Rai. Il gruppo riesce a partecipare al Festival di musica d'avanguardia e di nuove tendenze di Napoli, ma poco dopo finisce per sciogliersi. Nel 1975 il batterista Giancarlo Golzi entra nei Matia Bazar con i quali riscuote un grande successo commerciale.

### Anni novanta e duemila
All'inizio degli anni novanta la Mellow Records, etichetta specializzata nel revival del genere progressive, ha ripubblicato Zarathustra e ha realizzato altri due CD, con registrazioni dal vivo dei primi anni e brani inediti. 
Nello stesso periodo il bassista e fondatore del Museo, Alberto Moreno, propone a Giancarlo Golzi un nuovo lavoro, costituito da materiale completamente inedito. Merogno, Corradi e Galifi non aderiscono a questa iniziativa. 
Nel 1999, con Marco Balbo alla chitarra, Marioluca Bariona alle tastiere e Andrea Biancheri al canto, il Museo produce Exit, un concept album particolare in cui si raccontano episodi apparentemente isolati, momenti personali di un'esistenza non epica come quella di Zarathustra ma quotidiana, vissuta da un uomo qualunque.
Nel 2002 il Museo accetta la proposta della rivista finlandese "Colossus" di partecipare alla traduzione in musica rock del poema nordico Kalevala. Con la stessa formazione di Exit e l'aggiunta di Andrea Pavan al basso, compone la breve suite "Fiore Di Vendetta" in cui si racconta una cupa vicenda di guerra tra fratelli.

### Anni 2010
Tra il 2010 e il 2012 Moreno e Golzi hanno deciso di riformare il gruppo per tenere alcuni concerti. Insieme a loro si sono uniti il primo cantante Stefano Galifi e nuovi musicisti: i chitarristi Max Borelli e Sandro Libra, il tastierista Fabio Meggetto e il bassista Andy Senis.
Durante la preparazione del concerto si decide di valorizzare i tre brani che nel vinile erano il lato B per sottolineare, con un crescendo dinamico ed emotivo, le caratteristiche più apprezzate della lunga suite. Le composizioni del 1973 vengono rese fedelmente ma appare evidente la necessità di interpretare in modo "progressivo" il materiale originale, dando spazio ai contributi creativi dei nuovi elementi. Il Museo sente la necessità di fissare questo momento e realizza, nell'ottobre 2012, l'album dal vivo Zarathustra Live in Studio.
Nell'aprile 2013 i Museo Rosenbach hanno presentato il nuovo concept album Barbarica in prima mondiale all'"Italian Prog Festival" di Tokyo. Dall'esibizione giapponese il gruppo a marzo 2014 ha pubblicato il doppio album Live in Tokyo, contenente tutta l'esibizione live più una bonus track. La lista tracce ripercorre l'evoluzione del progetto di questa nuova formazione: da Zarathustra, eseguito integralmente, a Barbarica, unendo i due concept (a quarant'anni di distanza l'uno dall'altro) in un sound nuovo, live.
Ad aprile i Museo Rosenbach partono per il Messico, dove partecipano al Baja Prog Festival 2014 di Mexicali. Nella notte del 13 agosto 2015 muore improvvisamente, stroncato da un infarto, lo storico batterista Giancarlo Golzi.

## Formazione
Attuale
- Stefano Galifi – voce (1971-1973, 2010-presente)
- Max Borelli – chitarra (2010-presente)
- Sandro Libra – chitarra (2010-presente)
- Alberto Moreno – basso, pianoforte (1971-1973, 1998-2002, 2010-presente)
- Andy Senis – basso, voce (2010-presente)
- Fabio Meggetto – tastiera (2010-presente)

Ex-componenti
- Enzo Merogno – chitarra (1971-1973)
- Pit Corradi – tastiera (1971-1973)
- Andrea Biancheri – voce (1998-2002)
- Marco Balbo – chitarra (1998-2002)
- Marioluca Bariona – tastiera (1998-2002)
- Giancarlo Golzi – batteria (1971-1973, 1998-2002, 2010-2015)

## Discografia

### Album in studio
- 1973 – Zarathustra
- 2000 – Exit
- 2013 – Barbarica

### Album dal vivo
- 1992 – Live '72
- 2012 – Zarathustra Live in Studio
- 2014 – Live in Tokyo

### Raccolte
- 1992 – Rare and Unreleased
- 1992 – Rarities

### Apparizioni in raccolte
- 2003 – Kalevala, Musea (contiene Fiore di vendetta)